# Плявниеки
Пля́вниеки (латыш. Pļavnieki) — один из наиболее населённых микрорайонов Риги. Расположен в Латгальском предместье между улицами Августа Деглава, Лубанас и Илукстес. Район хорошо связан коммуникациями с центром города и другими районами.

## История возникновения
Район был построен в 80-х годах, в основном на бывших сельскохозяйственных землях, присоединённых к городу в 1974 году. Проект детальной планировки был разработан в 1978 году специалистами проектного института «Латгипрогорстрой» (архитекторы Э. Фогелис, М. Мединскис, И. Миллерс).
На данный момент это один из самых плотно заселённых жилых районов города с преобладающей многоэтажной застройкой.

## Скульптуры

### «Огни Яновой ночи»
С середины 1980-х годов, когда началось стремительное развитие микрорайона, надо было решать вопрос и о вовлечении в урбанизированную среду скульптуры, соответствующей функциональной архитектуре. В 1985 году в средней части улицы Павасара гатве на площадке между девятиэтажными жилыми домами была установлена монументальная декоративная скульптура медной чеканки. В гиперболизированной фантастической манере скульптор Юрис Тищенко в комбинате декоративного искусства «Максла» создал образ пробивающегося ростка или образ пламени. Эффектная скульптурная работа будит воображение и своей стилизацией природной формы удачно вписывается в ландшафт геометрических жилых зданий.
Демонтирована в 2012 году.

### «В школу»

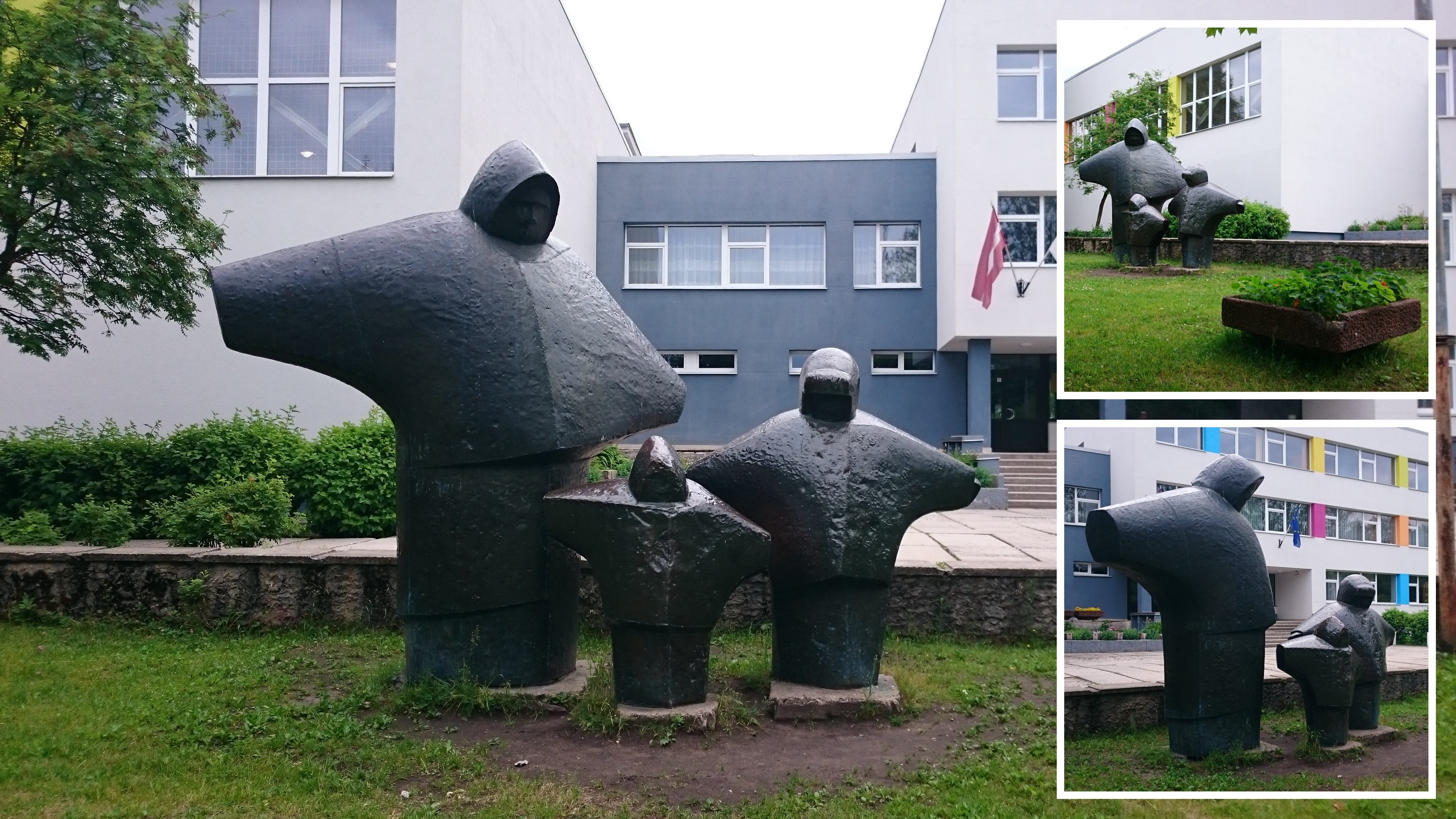
В школу

У здания Рижской средней школы № 86 размещена декоративная работа медной чеканки: трёх-фигурная композиция — мать и дети. Скульптор комбината декоративного искусства «Максла» Зигрида Фернау-Тищенко в 1983 году создала, созвучный гуманной миссии школы, образ фигуры матери и двух одетых в зимнюю одежду детей. Мотив сюжета родился из наблюдения за выходящими каждое утро из многоэтажных жилых домов родителями, которые, спеша на работу, по дороге отводят малышей в детский сад или в школу.

### «Грабельщицы сена»
Скульптурная групп «Грабельщицы сена» (скульпторы — Зигрида и Юрис Рапа) была установлена у Рижской городской гимназии в Плявниеках по улице Андрея Сахарова, 35. Она установлена одновременно со сдачей школы в эксплуатацию к 1 сентября 1997 года.
На подковообразном основании в декоративном полукруге расположены пять стилизованных женских фигур за работой, которая напоминала сграбливание сена. Монументальный стан был охарактеризован различными примечательными деталями — платочками, граблями, копнами сена и сгорбившимися от работы фигурами. Уже в 2001 году одна из фигур уже была повреждена и демонтирована, оставлена только стилизованная копна сена. Изображение деревенских работ в урбанизированной среде это аллегория и одновременно педагогическое напоминание об усердии, которое необходимо чтобы сделать любую работу и ассоциативная связь с чуждою для города, но существенной для каждого жителя Латвии проявления повседневной деревенской жизни. Рядом со школьной лестницей, поднятые на террасу с фундаментом из доломитового камня и проецируемые на стену из красного кирпича, декоративные скульптуры медной чеканки создавали на фоне индустриальной архитектуры привлекательный и гуманизированный передний план.
Демонтирована в 2015 году.

## Школы
- Рижская средняя школа № 86 — ул. Илукстес, 10
- Рижская средняя школа № 88 — ул. Илукстес, 30
- Рижская средняя школа № 92 — ул. Улброкас, 3
- Рижская средняя школа дистанционного обучения № 1 — ул. Андрея Сахарова, 35
- Рижская Белорусская основная школа имени Янки Купалы

## Улицы
- ул. Августа Деглава
- ул. Бралю Каудзишу
- ул. Лубанас
- ул. Илукстес
- ул. Андрея Сахарова
- ул. Улброкас
- ул. Земес
- ул. Руденс
- Павасара гатве
- ул. Дравниеку
- ул. Плявниеку
- ул. Дзеню
- ул. Ясмуйжас
- ул. Яня Грестес
- ул. Праулиенас
- ул. Тинужу
- ул. Юкума Вациеша
- ул. Салнас
- ул. Крустпилс
- ул. Катлакална
- ул. Ренцену
- ул. Цесвайнес
- ул. Страупес
- ул. Зебиекстес

## Транспорт

### Городской общественный транспорт[3]
| Автобус | Троллейбус                                                   |
| --- | ------------------------------------------------------------ |
| - 3: Daugavgrīva — Pļavnieki - 6: Centrālā stacija — Dreiliņi - 13: Babītes stacija — Kleisti — Preču 2 - 15: Dārziņi — Jugla - 20: Pētersalas iela — Pļavnieku kapi - 31: Dārziņi — Jugla - 34: Centrāltirgus — Saulīši - 47: Abrenes iela — Šķirotava-Getliņi - 48: Pļavnieku kapi — Sarkandaugava - 49: MAN TESS — Rumbula - 51: Abrenes iela — Ulbroka - 52: Abrenes iela — Pļavnieku kapi | - 16: Pļavnieki — Šmerlis - 22: Centrālā stacija — Pļavnieki |

### Железная дорога
Между Плявниеками и Шкиротавой расположена ж/д станция Рига Товарная-2 (латыш. Rīga Preču-2) (линия Рига — Эргли).
До 2007 года по линии осуществлялось пассажирское движение дизель-поездами, затем автомотрисой АР2. Осенью 2007 года пассажирское движение прекращено, линия разобрана от Сауриеши до Эргли.